# Janolus tricellariodes
Janolus tricellariodes is een slakkensoort uit de familie van de Janolidae. De wetenschappelijke naam van de soort werd in 2019 gepubliceerd door Pola en Gosliner.